# 광동댐
광동댐(廣洞dam)은 강원특별자치도 삼척시 하장면 광동리 일대에 있는 대한민국의 댐이다. 1986년 6월 3일에 착공하여 1988년 12월 23일에 준공되었다. 높이 39.5m, 길이 292m, 총 저수량 1313만 m3의 중앙차수벽형 록필댐으로 홍수 조절 및 생활용수와 공업용수를 공급하는 역할만 하며 발전시설은 없다.

## 시설 개요
- 하천명 : 골지천
- 위치 : 강원특별자치도 삼척시 하장면 광동리 일대
- 사업기간 : 1985년 12월 28일 ~ 1988년 12월 23일

### 본댐
- 형식 : 중앙차수벽형 록필댐
- 길이 : 292m
- 높이 : 39.5m

### 저수지
- 명칭 : 광동호
- 총 저수용량 : 1313만 m3
- 유역면적 : 125.0 km2

## 이용 현황
- 광동댐은 태백시, 삼척시, 정선군, 영월군에 생활용수, 공업용수 및 하천 유지용수 등을 공급한다.

## 같이 보기
- 달방댐